# Nannoperca variegata
Nannoperca variegata е вид лъчеперка от семейство Percichthyidae. Видът е световно застрашен, със статут Уязвим.

## Разпространение
Разпространен е в Австралия.